# Театър (военно дело)
Театър на военните действия или просто театър във военната терминология е специфичният географски район, в който се развива войната. За да бъде приложим този термин, войната трябва да е обхванала значителна част от глобуса, защото терминът не се използва в единствено число: в една война или има два и повече театъра, или няма такъв.
Най-общо казано, всеки театър е различен и физически отделѐн от останалите. На практика границите между отделните театри се определят обикновено от границите на континентите или океаните. В един военен конфликт с няколко театъра на военни действия във всичките трябва да участва поне една страна, ако това не е така, всеки театър се счита за отделна война.
Според друго определение това е обширна част от територията на континента с принадлежащите му морета или акваторията на океан, заедно с островите и прилежащото крайбрежие, а също така въздушно-космическото пространство над тях, в границите на които се разгръщат въоръжените сили и могат да се водят военни действия със стратегически мащаб.
Един пример за война с няколко театъра на военните действия е Втората световна война, в която има поне три театъра: в Европа, в Тихия океан и Африка, макар и някои историци да причисляват последния към европейския театър. Други примери са:
Война за испанското наследство
- Европейски театър
- Американски театър

Седемгодишна война
- Европейски театър
- Индийски театър
- Американски театър

Наполеонови войни
- Европейски театър
- Близкоизточен театър

Първа световна война
- Европейски театър.
- Близкоизточен театър.
- Африкански театър.
- Азиатско-тихоокеански театър.

Втора световна война
- Европейски театър.
- Близкоизточен и африкански театър.
- Тихоокеански театър.